# Elena Sorolla i García
Elena Sorolla i García (o Helena) (València 12 de juny de 1895 - Alaior 1975) fou una escultora i pintora valenciana.

## Biografia
Filla menor de Joaquim Sorolla i Bastida i de Clotilde García del Castillo, va ser educada a la Institució Lliure d'Ensenyament, centre que fomentà sempre la creativitat en l'alumnat, i va tenir des de jove la influència del seu pare Joaquim Sorolla i dels seus germans, Maria i Joaquim, que també pintaven, afavoririen amb tota seguretat el seu interès per l'art i la seva inclinació cap a l'escultura. Potser per això començà dibuixant i pintant però aviat es decantà per l'escultura. Des de jove assistí amb regularitat a l'estudi on treballaven els deixebles del seu pare on rebé instruccions de Mariano Benlliure i, posteriorment, de José Capuz Mamano, qui li esculpí un retrat el 1921 poc abans de casar-se. El bust s'exposa al Museu Sorolla de Madrid.
Fou una escultora de producció reduïda, ja que, com els va passar a moltes artistes de l'època, casar-se i tenir fills va condicionar la seva dedicació artística. En el seu cas, la cura dels fills i els canvis continus de residència provocaren que patís èpoques d'absència creativa. Possiblement, per aquests motius, va participar en poques exposicions. L'any 1917 ho va fer a l'Exposició d'Art Jove Valencià, en la qual també participà la seva germana Maria i ho repetí el 1917. Dos anys més tard, va exposar a Bordeus, en el Musée de l'Hotel de la Ville i el 1920 fou una de les tres escultores de l'Exposició Nacional de Belles Arts de Madrid, en la qual ensenyà les obres Reposo (nu femení en bronze) i Estudio de mujer (en guix). Les altres dues escultores eren Eva Vázquez Díaz i la valenciana Rosa Martínez Pardo.
També va prendre part de l'Exposició d'Art de 1922 celebrada en el Palau de les Belles Arts del Parc de la Ciutadella de Barcelona, organitzada per la Junta Municipal d'Exposicions, on va presentar l'obra Estudi de cap de dona, de fusta policromada. El mateix any va presentar dues obres a la Exposición Nacional de Bellas Artes de Madrid: Nati (talla en fusta) i Torso (estudi de dona en marbre). El 1926 realitzà amb la seva germana Maria l'única exposició personal conjunta en el Lyceum Club de Madrid, el qual, de 1926 a 1936, actuà com a centre associatiu de totes les dones cultes de la capital.

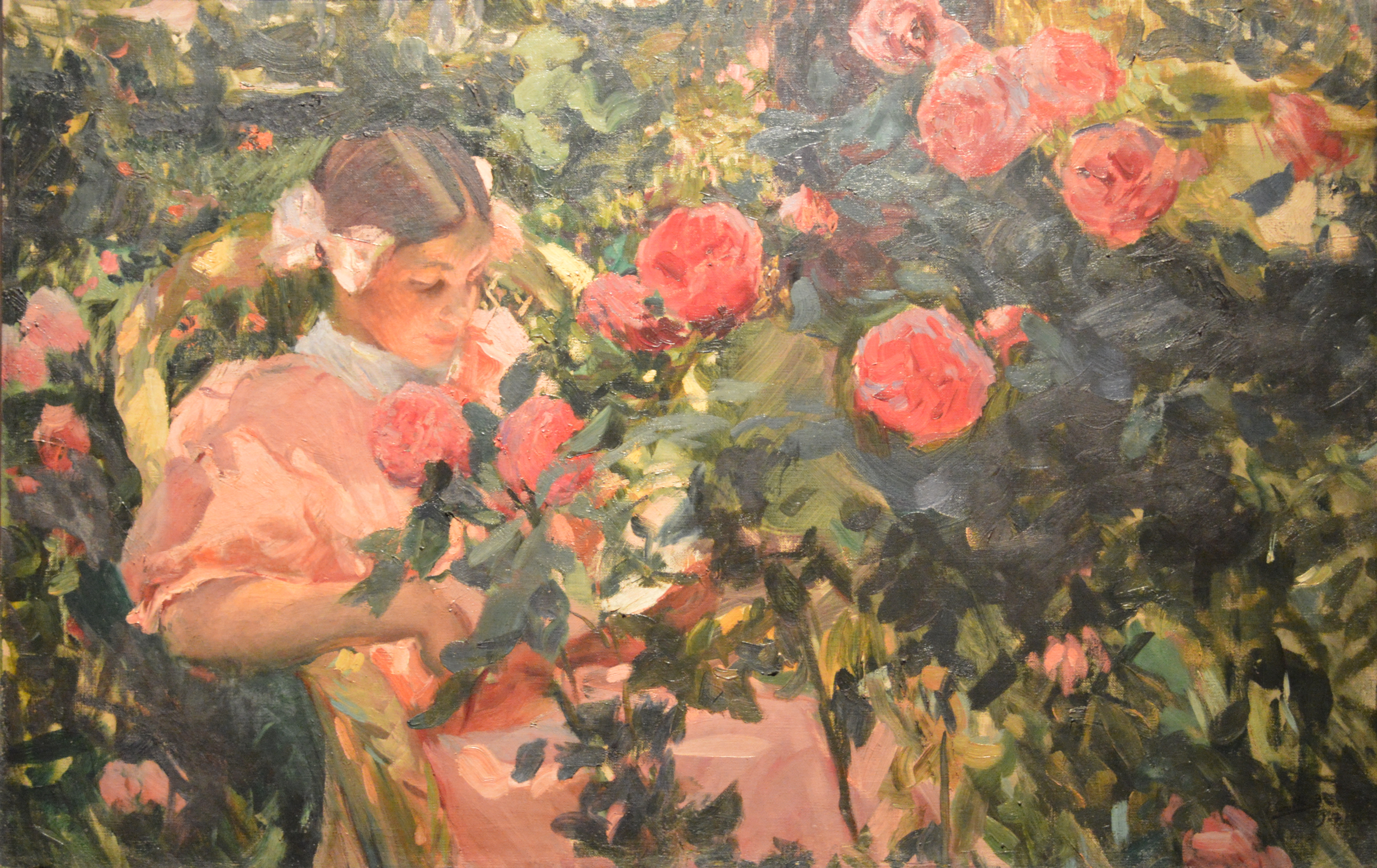
Joaquín Sorolla, Elena Entre Rosas, 1907. Museo Nacional de la Habana Cuba.

Les seves obres gaudeixen de gran qualitat tècnica i va treballar tant el marbre com el guix, el bronze o la fusta. Esculpia sempre del natural traient, sovint, de la pròpia família els models, entre els quals abunden les figures femenines de cos sencer. Amb una bona formació acadèmica i un palès domini de l'anatomia humana, les seves escultures tenen una expressió clàssica i destaquen per la fidelitat als trets personals, que intenten reflectir la singularitat de cada personatge mitjançant la reproducció dels seus gestos més habituals i dels aspectes físics més característics.
Com passa amb altres escultores de l'època, moltes de les seves obres no estan signades i aquest fet en dificulta la seva identificació i localització.
Es va casar amb Victoriano Lorente, enginyer de camins, i va tenir set fills (José María, Elena, Alberto, Victoriano, Manolo, Joaquín i Mercedes), dels quals va esculpir en marbre o fusta el cap. Va ser una dona culta avançada al seu temps, a la que li agradava anar al teatre, tocar el piano, llegir i estar al corrent de les tendències artístiques del moment.

## Obra

### Pictòrica
- Cap femení, 1916
- Alberto Lorente Sorolla, 1931
- Nu femení
- D. Clotilde García del Castillo
- Coqueta
- Dona asseguda
- Sevillana ballant
- Gitana
- Saeta
- Bust del nen Francisco Sorolla de Pons
- Nu de dona

### Escultòrica
- Coqueta, 1915-1919, Museo Sorolla.[8]
- Gitana, 1916, Museo Sorolla.
- Desnudo femenino recostado, 1919, Museo Sorolla.[2]
- Desnudo de mujer, 1919, Museo Sorolla.[2]
- Mujer sentada, 1919, Museo Sorolla.[2]
- Saeta, 1919, Museo Sorolla.[2]
- Reposo, cap a 1920.[3]
- Estudio de mujer, cap a 1920.[3]
- Busto de mujer, 1921, Museo Sorolla.
- Estudi de cap de dona, 1922
- Nati, 1922
- Torso, 1922

El Museo Sorolla de Madrid, fundat per la seva mare Clotilde Garcia a la casa on vivien, conserva un nombre significatiu d'obres seves que s'han datat entre 1911 i 1922, any en què es va casar.